# Mühlbachtal (Landschaftsschutzgebiet)
Das Gebiet Mühlbachtal ist ein mit Verordnung vom 14. Juni 1986 ausgewiesenes Landschaftsschutzgebiet (LSG-Nummer 4.37.034) im Gebiet der baden-württembergischen Städte Mengen und Scheer im Landkreis Sigmaringen in Deutschland.

## Lage
Das rund 22 Hektar große Schutzgebiet Mühlbachtal liegt rund vier Kilometer nördlich der Mengener Stadtmitte auf der Mengener Gemarkung Blochingen und der zu Scheer gehörenden Gemarkung Heudorf.

## Schutzzweck
Wesentlicher Zweck ist die Erhaltung dieses Talzuges als offenes Tal. Vor allem der naturhafte Bachlauf, der Wechsel von Wiesen und ungenutzten Feuchtflächen, die naturhaften Waldränder und der ehemalige Damm bewirken nicht nur ein abwechslungsreiches, für die Erholung attraktives Landschaftsbild, sondern auch vielfältige Lebensräume für die Pflanzen- und Tierwelt.

### Zusammenhängende Schutzgebiete
Das Schutzgebiet Mühlbachtal ist Teil des Naturparks Obere Donau sowie des FFH-Gebiets „Donau zwischen Riedlingen und Sigmaringen“ (7922-342).